# Vîșnea, Horodok
Vîșnea (în ucraineană Вишня) este localitatea de reședință a comunei Vîșnea din raionul Horodok, regiunea Liov, Ucraina.

## Demografie
Componența lingvistică a localității Vîșnea
     Ucraineană (99,84%)
     Alte limbi (0,05%)
Conform recensământului din 2001, majoritatea populației localității Vîșnea era vorbitoare de ucraineană (99,84%), existând în minoritate și vorbitori de alte limbi.